# Карпово (Опочецкий район)
Карпово — деревня в Опочецком районе Псковской области России. 
Входит в состав Пригородной волости.

## География
Расположена в 28 км к юго-западу от города Опочка, на берегу реки Веть. Восточнее находятся деревни Ладыгино и Запеклево.

## Население
| 2001 | 2002 | 2010 | 2013 | 2014 | 2015 | 2016 |
| ---- | ---- | ---- | ---- | ---- | ---- | ---- |
| 63   | ↘52  | ↘39  | ↘37  | →37  | ↘35  | ↘33  |

Численность населения по состоянию на начало 2001 года составляла 63 жителя.

## История
С 1995 до 2005 года деревня входила в состав Ладыгинской волости, с 2006 до 2015 года — в состав Макушинской волости.